# Kirsti Bergstø

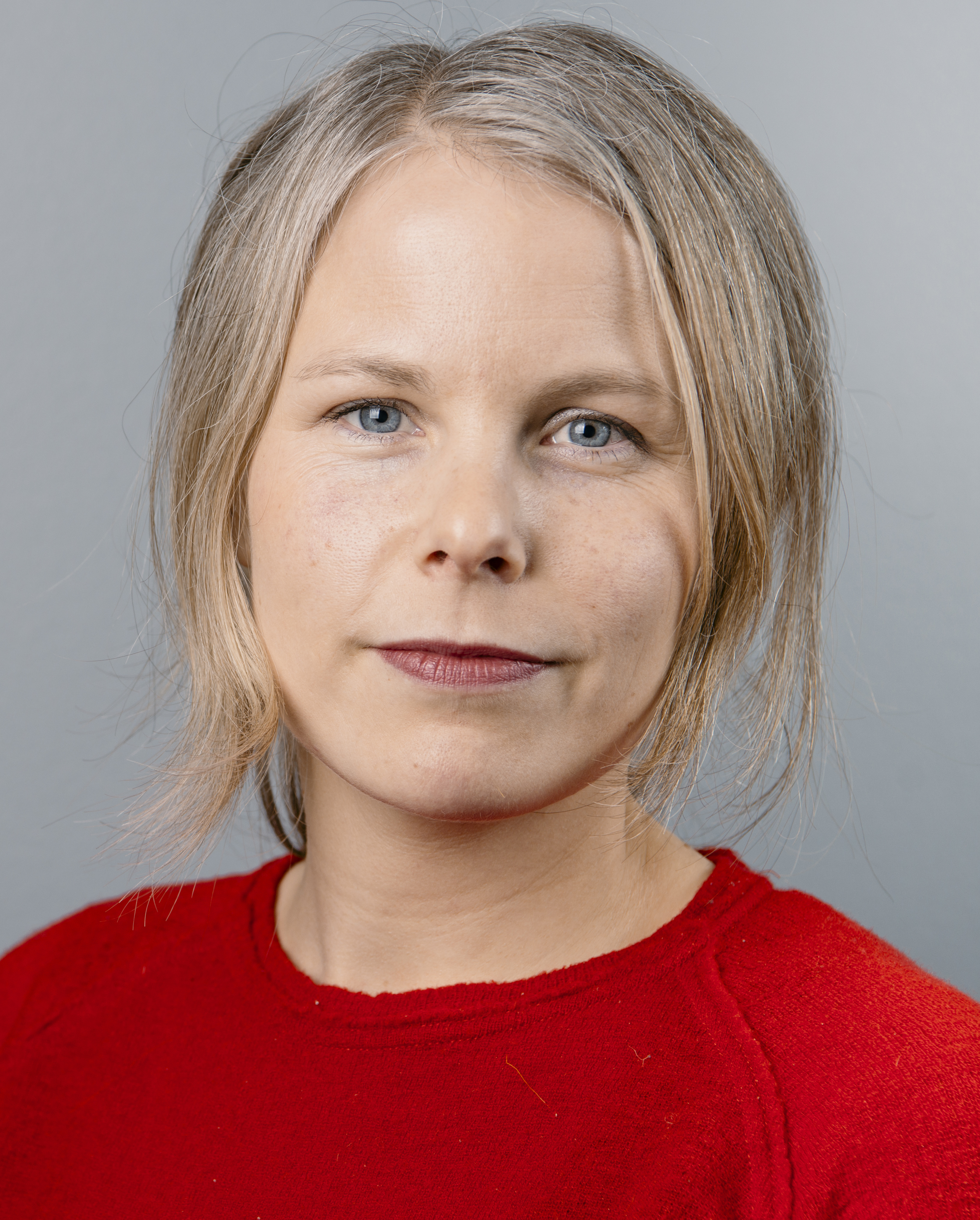
Kirsti Bergstø, 2017

Kirsti Bergstø (* 1. Juli 1981 in Rana) ist eine norwegische Politikerin der Sosialistisk Venstreparti (SV). Sie ist seit März 2023 Vorsitzende der Sosialistisk Venstreparti und seit 2021 Abgeordnete im Storting. Zuvor gehörte sie zwischen 2013 und 2017 dem Storting an und war ab 2017 stellvertretende Parteivorsitzende. Bergstø stand von 2006 bis 2008 der SV-Parteijugend Sosialistisk Ungdom (SU) vor und war von 2010 bis 2012 Staatssekretärin.

## Leben

### Herkunft und Ausbildung
Bergstø kam in Rana zur Welt und zog als Kleinkind mit ihren aus Südnorwegen stammenden Eltern in die Kommune Nesseby. Nach einem Jahr verließ ihre Familie die samisch geprägte Kommune Nesseby wieder, bevor sie sieben Jahre später wieder zurückkehrte. Sie selbst gibt an, nicht dem Volk der Samen anzugehören, aber mit samischer Kultur aufgewachsen zu sein.
Von 1997 bis 2000 besuchte sie die weiterführende Schule in Vadsø. Während ihrer Schulzeit war Bergstø zwischen 1998 und 2000 stellvertretende Vorsitzende der Schülerorganisation Elevorganisasjonen im Fylke Finnmark. Von 2000 bis 2001 war sie deren stellvertretende Vorsitzende auf Landesebene.

### Beruf
Nach ihrem Schulabschluss studierte Bergstø von 2001 bis 2009 mit Unterbrechungen Sozialarbeit im Bereich der Jugendfürsorge (Barnevernspedagogutdanning) an der Hochschule Finnmark sowie an der Hochschule Oslo. Ihre Studienzeit unterbrach sie von 2006 bis 2008, als sie als Vorsitzende der SV-Parteijugend Sosialistisk Ungdom (SU) fungierte. Zwischen 2008 und 2009 war sie Mitglied im Vorstand der EU-kritischen Organisation Nei til EU. Im Jahr 2009 arbeitete sie im Krisenzentrum der Kommune Alta und 2010 beim norwegischen Arbeitsamt NAV in ihrer Heimatkommune Nesseby. Nach ihrer Zeit als Staatssekretärin kehrte sie 2012 nach Nesseby zurück, wo sie erneut als Sozialarbeiterin tätig wurde.

## Parteikarriere
Im März 2017 wurde sie zur stellvertretenden SV-Vorsitzenden gewählt. Bei einem SV-Parteitag im März 2023 wurde sie zur neuen Parteivorsitzenden gewählt. Nach dem Rücktritt ihres Vorgängers Audun Lysbakken war sie als einzige Kandidatin angetreten. Im Gegensatz zu Lysbakken gilt sie als ideologischer und stärker im linken Flügel der Partei verankert.

## Öffentliche Ämter

### Staatssekretärin (2010–2012)
Zum 26. November 2010 wurde Bergstø in der Regierung Stoltenberg II zur Staatssekretärin im Kinder- und Gleichstellungsministerium unter Kinder- und Gleichstellungsminister Audun Lysbakken ernannt. Das Amt übte sie bis zum 5. März 2012 aus, als sie gemeinsam mit Lysbakken die Regierung verließ. Zuvor stand Lysbakken in der Kritik, weil das Ministerium einer Unterorganisation der SV-Parteijugend eine Förderung ausgezahlt hatte, ohne dass andere für die Förderung in Frage kommenden Organisationen die Möglichkeit hatten, sich dafür zu bewerben.

### Stortingsabgeordnete (2013–2017 und seit 2021)
Bergstø zog bei der Parlamentswahl 2013 erstmals in das norwegische Nationalparlament Storting ein. Dort vertrat sie den Wahlkreis Finnmark und wurde Mitglied im Arbeits- und Sozialausschuss. In der Zeit von November 2014 bis September 2017 war sie zudem stellvertretende Fraktionsvorsitzende der SV. Bei der Parlamentswahl im Herbst 2017 verpasste sie den Wiedereinzug ins Storting.
Nach einem Umzug nach Nittedal kandidierte Bergstø bei der Stortingswahl im Herbst 2021 nicht mehr im Wahlkreis Finnmark, sondern in Akershus. Ihr gelang der erneute Einzug ins Storting und sie übernahm im Oktober 2021 den Vorsitz des Arbeits- und Sozialausschusses. Zudem wurde sie erneut stellvertretende Fraktionsvorsitzende. Im Mai 2023 gab sie den Posten der Vorsitzenden des Arbeits- und Sozialausschuss ab und wurde einfaches Mitglied des Ausschusses.

### Fylkestingsabgeordnete (2019–2021)
Im September 2019 war sie bei der ersten Fylkestingswahl des Fylkes Troms og Finnmark die Spitzenkandidatin der SV für den Posten der Fylkesordførerin. Bergstø selbst sprach sich gegen die Zusammenlegung der Fylker Troms und Finnmark zum Fylke Troms og Finnmark aus. Sie zog schließlich in das Fylkesting von Troms og Finnmark ein und wurde dort die Fraktionsvorsitzende der SV.

## Politische Positionen
Bergstø wird dem linken Flügel der SV zugerechnet.

### Russisch-ukrainischer Krieg
Bergstø gehörte im März 2022 zur Mehrheit des SV-Parteivorstands, die norwegische Waffenlieferungen an die Ukraine nach dem russischen Überfall auf die Ukraine nicht unterstützte. Bei einer erneuten Abstimmung im April 2022 fand Bergstøs Position schließlich keine Mehrheit mehr. Sie erklärte ihre anhaltende Ablehnung damit, dass Norwegen ohne die Waffenlieferungen mit seiner Geschichte und Verbindung zu Russland eine Rolle einnehmen könne, die es erlauben würde, an Lösungen zu arbeiten. Durch die stärkere Involviertheit im Krieg seien die norwegischen Möglichkeiten für eine solche Rolle laut Bergstø reduziert.

### Klimapolitik
Im Vergleich zum früheren SV-Parteivorsitzenden Audun Lysbakken und der früheren SV-Generalsekretärin Kari Elisabeth Kaski gilt sie in der Klimapolitik als weniger profiliert.